# Karlo Paržik
Karlo Paržik (češ. Karel Pařík; 1857., Veliš kod Jičína - 16. lipnja 1942., Sarajevo) je bio bosanskohercegovački i češki arhitekt. 

## Životopis
Završio je akademiju likovnih umjetnosti, te arhitekturu i građevinarstvo. U Sarajevo je došao s 26 godina, gdje je djelovao gotovo 60 godina. Zalagao se za očuvanje povijesnog dijela grada i predlagao izgradnju novih dijelova grada od Koševa prema Sarajevskom polju. Osim u Sarajevu gradio je i u Dalmaciji, Zagrebu i Beogradu, a u Sarajevu projektirao. Karlo Paržik je dao svoj osobni pečat i veliki doprinos urbanizaciji i izgradnji Sarajeva za vrijeme austrougarske uprave.
Najznačajnija djela su mu: Zemaljski muzej u Sarajevu, Aškenaška sinagoga u Sarajevu, Crkva sv. Josipa u Sarajevu, Šerijatska sudačka škola u Sarajevu, Narodno kazalište u Sarajevu, Marijin dvor, nova katolička crkva Uznesenja BDM u Olovu, Vladičin dvor u Mostaru, crkva Presvijetlog Srca Isusova u Brčkom, Gradska vijećnica u Sarajevu, crkva Uznesenja Marijina na Stupu i drugi.